# Dmitrij Woronkow
Dmitrij Siergiejewicz Woronkow, ros. Дмитрий Сергеевич Воронков (ur. 10 września 2000 w Angarsku) – rosyjski hokeista, reprezentant Rosji, olimpijczyk.

## Kariera
- Jermak Angarsk do lat 17 (2015-2016)
- Jermak Angarsk do lat 18 (2016-2018)
- Jermak Angarsk (2017-2018)
- Irbis Kazań (2018-2019)
- Bars Kazań (2018-2019)
- Ak Bars Kazań (2019-2023)
- Columbus Blue Jackets (2023-)

Wychowanek Jermaka Angarsk w rodzinnym mieście. Od sezonu 201/2018 związany z Ak Bars Kazań, występując w zespole w rozgrywkach KHL, a także w juniorskich MHL oraz WHL. Przedłużał kontrakt z Ak Barsem w kwietniu 2020 o dwa lata, a czerwcu 2021 o dwa lata. W maju 2023 ogłoszono podpisanie przez niego dwuletniego kontraktu wstępującego do NHL z klubem Columbus Blue Jackets.
Uczestniczył w turniejach mistrzostw świata juniorów do lat 20 edycji 2020. W składzie reprezentacji Rosyjskiego Komitetu Olimpijskiego (ang. ROC) brał udział w turnieju MŚ edycji 2021. W barwach reprezentacji Rosyjskiego Komitetu Olimpijskiego uczestniczył w turnieju zimowych igrzysk olimpijskich 2022.

## Sukcesy
Reprezentacyjne
- Srebrny medal mistrzostw świata juniorów do lat 20: 2020
- Srebrny medal zimowych igrzysk olimpijskich: 2022

Klubowe
- Srebrny medal mistrzostw Rosji: 2020 z Ak Barsem Kazań
- Brązowy medal mistrzostw Rosji: 2021 z Ak Barsem Kazań

Indywidualne
- Mistrzostwa Świata Juniorów w Hokeju na Lodzie 2020 (elita):
  - Trzecie miejsce w klasyfikacji +/- turnieju: +6[4]
  - Jeden z trzech najlepszych zawodników reprezentacji w turnieju[5]
- Mistrzostwa Świata w Hokeju na Lodzie 2021 (elita):
  - Drugie miejsce w klasyfikacji +/- turnieju: +9[6]
- KHL (2019/2020):
  - Najlepszy pierwszoroczniak miesiąca – luty 2020[7]
- KHL (2019/2020):
  - Piąte miejsce w klasyfikacji strzelców w fazie play-off: 6 goli
  - Najlepszy napastnik etapu - finały konferencji[8]
- KHL (2022/2023):
  - Piąte miejsce w klasyfikacji strzelców w fazie play-off: 8 goli